# Wilhelm Schuppe
Wilhelm Schuppe (* 5. Mai 1836 in Brieg (Schlesien); † 29. März 1913 in Breslau) war ein deutscher Philosoph. Er gilt als Begründer der Immanenzphilosophie.

## Leben
Schuppe studierte von 1854 bis 1857 in Breslau, Bonn und Berlin anfangs Jura, später katholische Theologie und hierauf klassische Philologie. Schließlich promovierte er 1860 in Berlin zum Doktor der Philosophie und der Juristerei mit De anacoluthis Ciceronianis maxime in libris de officiis scriptis et Tusculanis disputationibus, einer Monographie über ciceronische Rhetorik. Nach seiner Ausbildung arbeitete er zunächst ab 1861 als Gymnasiallehrer in Berlin, Breslau, Neisse, Gleiwitz und Beuthen. Am 30. März 1869 heiratete er Adelheid, geborene Dierschke.
Aufgrund seines 1870 erschienenen Buches Das menschliche Denken wurde er schließlich von Hermann Lotze, welcher seinerseits Professor der Philosophie war und den Begriff des Wertes in die philosophische Diskussion eingeführt hat, gefördert.
Hierauf folgte 1873 der Ruf an die Universität Greifswald als Professor der Philosophie. Im Jahr 1884 war er Rektor der Universität. Er war zudem Mitglied der Gesellschaft der Wissenschaften in Christiania. Drei Jahre nachdem Schuppe 1910 emeritiert wurde, verstarb er.
Schuppe gilt als Begründer der Immanenzphilosophie, die er vor dem Hintergrund der Phänomenologie Edmund Husserls entwickelte.

## Werke (Auswahl)
- De anacoluthis Ciceronianis maxime in libris De officiis scriptis et Tusculanis disputationibus. Dissertatio inauguralis philologica. Lange, Berlin 1860. (Digitalisat)
- Logische Betrachtungen. Schulprogramm des Gymnasiums Beuthen 1867. (Digitalisat)
- Die aristotelischen Kategorien. Wber, Berlin 1871. (Digitalisat)
- Erkenntnistheoritische Logik. Weber, Bonn 1878. (Digitalisat)
- Grundzüge der Ethik und Rechtsphilosophie. Koebner, Breslau 1885. (Digitalisat)
- Der Begriff des subjektiven Rechts. Koebner, Breslau 1887. (Digitalisat)
- Das Recht und die Ehe. Salinger, Berlin 1896. (Digitalisat)
- Grundriss der Erkenntnistheorie und Logik. Weidmann, Berlin 1910. (Digitalisat)